# Allophatnus fulvitergus
Allophatnus fulvitergus är en stekelart som först beskrevs av Tosquinet 1903.  Allophatnus fulvitergus ingår i släktet Allophatnus och familjen brokparasitsteklar. Inga underarter finns listade i Catalogue of Life.